# Королевская бутанская полиция
Короле́вская бута́нская поли́ция (КБП; дзонг-кэ རྒྱལ་གཞུང་འབྲུག་གི་འགག་སྡེ་) является независимым подразделением Королевской бутанской армии, отвечающим за поддержание законности и правопорядка и профилактику преступности. Начальником полиции является Макси Гом (полковник) Кипчу Намгьел.

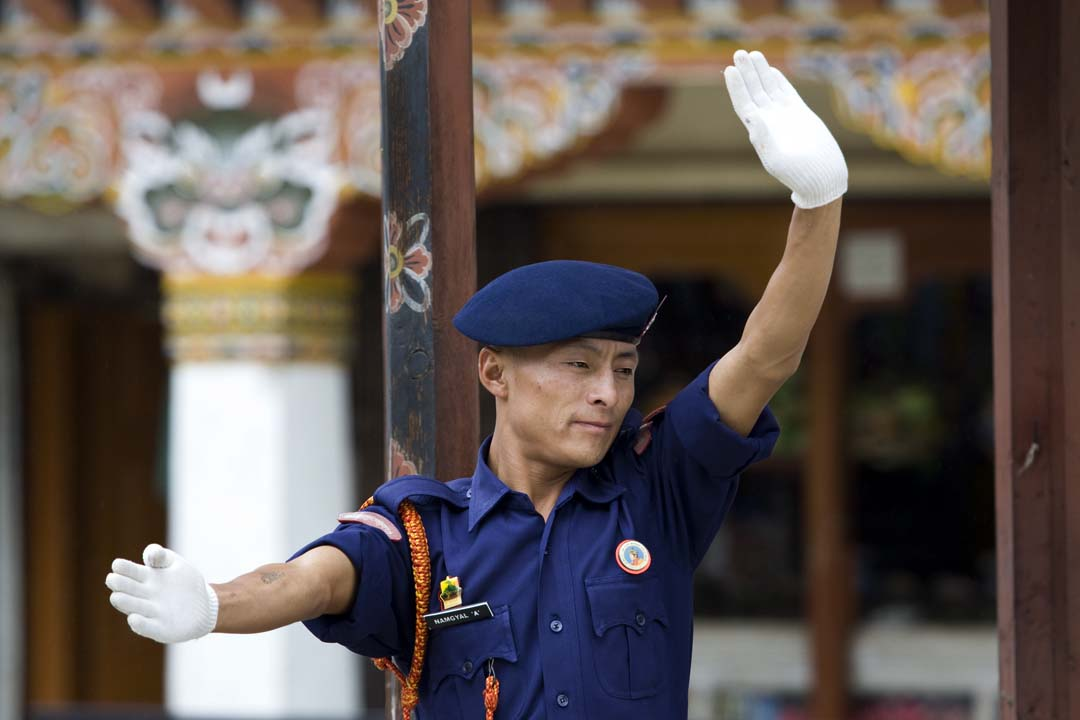
Полицейский регулирует движение на улице в Тхимпху

## История
КПБ была образована 1 сентября 1965 года из 555 человек, переведённых из Королевской бутанской армии, а подразделение называлось Бутанские пограничники. В 1988 году в Тхимпху был образован отдел дактилоскопии.
19 сентября 2005 года Бутан стал членом Интерпола. Национальное центральное бюро Интерпола расположено в штаб-квартире КПБ в Тхимпху.

## Организация
Королевской бутанской полицией командует начальник полиции, который подчинён Министерству внутренних дел и культуры. Ему помогает заместитель начальника полиции. Штаб-квартира КБП находится в Тхимпху и делится на три отдела под непосредственным руководством начальника полиции:
Общий отдел
- Обеспечение КБП
- Управление тюрьмами

Криминальный отдел
- Предупреждение преступности
- Расследование уголовных дел
- Архив уголовных дел
- Научно-исследовательская работа
- Управление дорожным движением

Административный отдел
- Обучение
- ВИП охрана
- Автотранспорт
- Коммуникационные системы
- Оружие и боеприпасы
- Публикации
- Спортивные мероприятия

## Функции
Помимо своих стандартных функций полиции, КБП выполняла функции пограничников, пожарных и оказывала первую медицинскую помощь. В 1975 году, в ответ на увеличение количества ДТП в результате строительства дорог и увеличения количества автомобилей, полиция создала экспериментальные мобильные суды из сотрудников КБП и судей, чтобы выносить судебные решения непосредственно на месте происшествия.

## Подготовка
Новобранцы проходят подготовку в полицейских учебных центрах Zilnon Namgyeling (Тхимпху), Jigmeling (Гелепху) и Tashigatshel (Чукха). 9-месячный базовый учебный курс для полицейских включает в себя физическую подготовку, навыки обращения с оружием, боевые искусства (тхэквондо), право, общественные отношения и борьбу с беспорядками, методы расследования преступлений, управление дорожным движением, ВИП-сопровождение и Дриглам Намжа.
Дополнительный 6-недельный курс включает в себя научные методы расследования преступлений, фотографию, управление, бухгалтерский учёт, обращение с собаками и другие смежные специальности.
Проводятся также 6-недельные курсы повышения квалификации.
Специально отобранные офицеры направляются для прохождения основной и углублённой подготовки за рубежом. В Индии офицеры КБП проходят подготовку в полицейских академиях Хайдарабада и Пенджаба. Офицеры также обучаются в Австралии, где проходят подготовку по анализу ДНК и других современных методах судебно-медицинской экспертизы. Офицеры также принимают участие в курсах по развитию управления полицией в Сингапуре.